# Stefania Rivi
Stefania Rivi (n. 14 septembrie 1978, Reggio Emilia, Italia) este o actriță italiană.

## Biografie
Își începe cariera în mod întâmplător când, în timp ce studiază la Institutul de Arte din Modena, este aleasă să participe la un casting pentru rolul de coprotagonistă în filmul „A domani” (1999), regizat de Gianni Zanasi. Ulterior, își continuă cariera de actriță, lucrând și în producții teatrale, radiofonice și, în special, televizive și cinematografice.
Printre celelalte lucrări ale sale pentru marele ecran, amintim: „Da zero a dieci” (2002) de Luciano Ligabue, „Cavalerii care au făcut fapta” (Pupi Avati), „Ochiul al treilea”, regia Susanna Nicchiarelli și „La sfârșitul nopții”, regia Salvatore Piscicelli, ultimele două fiind din 2003. În 2005, este coprotagonistă alături de Adriano Giannini în „Dolina” autorului ungur Zoltan Kamondi.
În televiziune, debutează în 1999, interpretând rolul Mariei în filmul tv de la Canale 5 „Amici di Gesù - Giuseppe di Nazareth”, regia Raffaele Mertes, care o regizează și în „San Giovanni - L'apocalisse” (2002), difuzat pe Rai Uno, urmate de, printre altele, miniseriile tv „Padri e figli” (2004) și „Ho sposato un calciatore” (2005), ambele difuzate pe Canale 5.

## Filmografie

### Filme de cinema
- A domani
- Lupo mannaro
- I cavalieri che fecero l'impresa
- Kilokalorie
- Da zero a dieci
- Perduto amor
- Il terzo occhio
- Alla fine della notte
- Lezione di stile
- Questo sguardo
- Dolina

### Filme de televiziune
- Amici di Gesù - Giuseppe di Nazareth
- Via Zanardi 33
- Le ragioni del cuore
- San Giovanni - L'apocalisse
- Questo amore
- Padri e figli
- Ho sposato un calciatore
- Roulette
- Medicina generale 2